# Projeção de Bonne

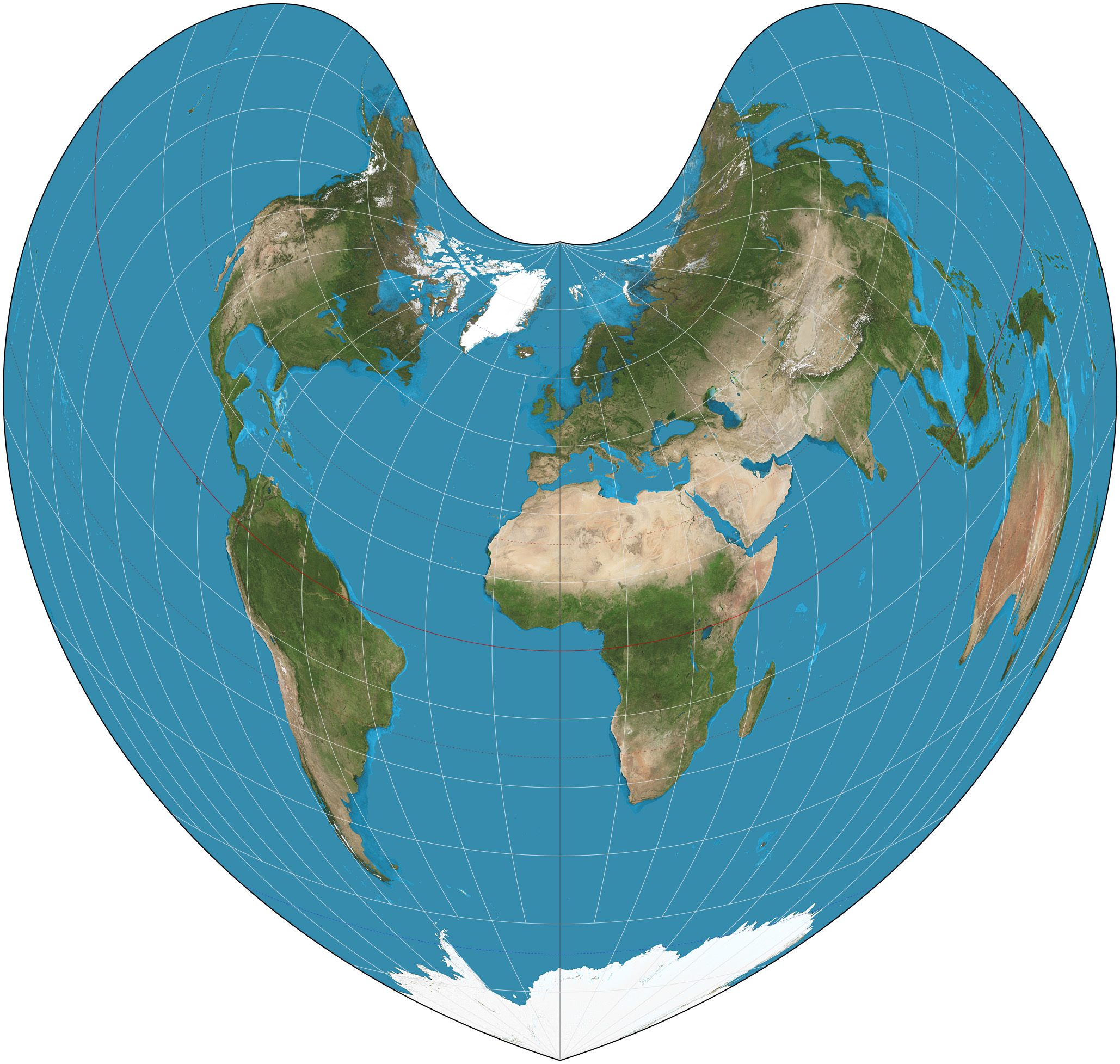
Projeção de Bonne do mundo, paralela padrão em 45°N.

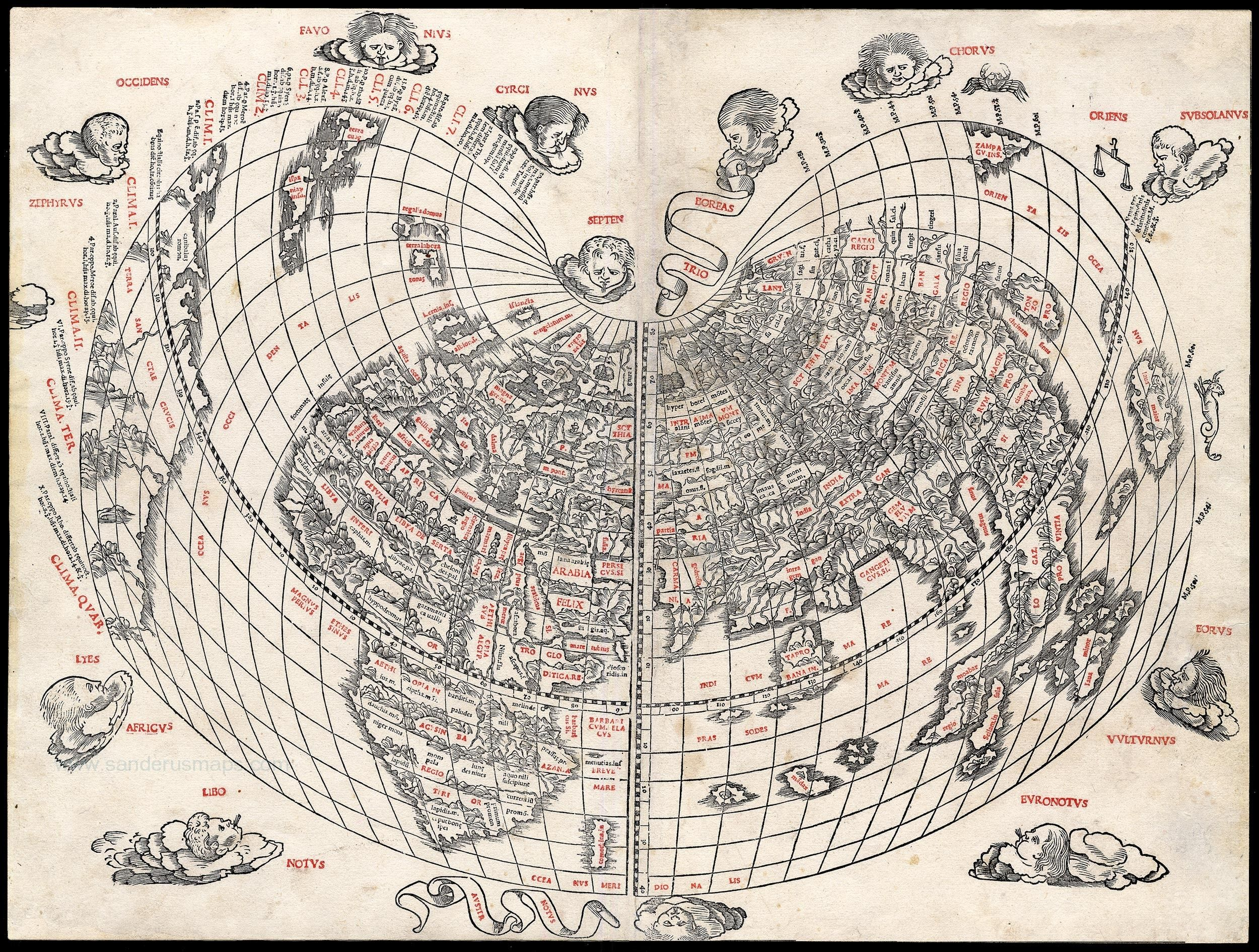
Mapa-múndi por Bernard Sylvanus, 1511

Uma Projeção de Bonne é uma projeção cartográfica pseudo-cônica de áreas-iguais, às vezes chamado de uma projeção dépôt de la guerre ou uma projeção de Sylvanus.[carece de fontes?] Embora nomeado depois de Rigobert Bonne (1727–1795), a projeção estava em uso antes de seu nascimento, em 1511 por Sylvano, Honter em 1561, De l'Isle antes de 1700 e Coronelli em 1696. Ambos os usos de Sylvano e Honter foram aproximados, contudo, não fica claro se eles pretendiam de fazer a mesma projeção.
A projeção matemática da projeção é:
{\displaystyle x=\rho \sin E\,}
{\displaystyle y=\cot \varphi _{1}-\rho \cos E\,}
onde
{\displaystyle \rho =\cot \varphi _{1}+\varphi _{1}-\varphi \,}
{\displaystyle E={\frac {(\lambda -\lambda _{0})\cos \varphi }{\rho }}}
e φ a latitude, λ é a longitude, λ0 é a longitude do meridiano central, e φ1 é o paralelo padrão da projeção.
Paralelos da latitude são arcos circulares concêntricos, e a escala é a verdadeira ao longo destes arcos.  Sobre o meridiano central e a latitude padrão as formas não são distorcidas.
A projeção inversa está dada por:
{\displaystyle \varphi =\cot \varphi _{1}+\varphi _{1}-\rho \,}
{\displaystyle \lambda =\lambda _{0}+{\frac {\rho }{\cos \varphi }}\arctan \left({\frac {x}{\cot \varphi _{1}-y}}\right)}
onde
{\displaystyle \rho =\pm {\sqrt {x^{2}+(\cot \varphi _{1}-y)^{2}}}}
pegando o sinal de φ1.
Casos especiais da projeção de Bonne incluem a projeção sinusoidal, quando φ1 é zero (p. ex. o Equador), e a projeção de Werner, quando φ1 é 90° (p .ex. o Polo Norte ou Sul). A prjojeção de Bonne pode ser vista como uma projeção intermediária entre uma projeção de Werner em uma projeção sinusoidal; uma alternativa intermediária pode ser uma projeção de Bottomley.